# Walk Among Us
Walk Among Us war das erste Album der US-amerikanischen Horrorpunk-Band The Misfits, die 1982 auf dem kalifornischen Label Ruby Records erschien.

## Entstehungsgeschichte
Der Name der LP spielt auf den Film The Creature Walks Among Us (deutscher Titel: Das Ungeheuer ist unter uns), die Fortsetzung zu Der Schrecken vom Amazonas, an. Die meisten Titel entstammen früheren Aufnahmen der Gruppe, welche zwischen Juni und Dezember 1981 entstanden. Diese wurden im Januar 1982 von Sänger und Songwriter Glenn Danzig remastert und teilweise mit neuen Gesangs- und Gitarrenspuren versehen. Mommy Can I Go Out and Kill Tonight? ist der einzige Titel, der von einer Live-Aufnahme übernommen wurde, auch dieser wurde remastert. Die erste Pressung enthält ein pinkfarbenes Cover mit einem Bandlogo, welches ebenfalls pinkfarben umrandet ist, die zweite Pressung ist lilafarben, das Bandlogo pinkfarben umrandet. 1988 wurde eine weitere Version, mit einem lila Hintergrund und einem grün umrandeten Schriftzug, auf den Markt gebracht. Das letzte bekannte Bild ist in orange gehalten, der Rand des Schriftzuges ist lila.

## Titelliste
1. 20 Eyes  – 1:45
2. I Turned into a Martian  – 1:41
3. All Hell Breaks Loose  – 1:47
4. Vampira  – 1:26
5. Nike A Go Go  – 2:16
6. Hatebreeders  – 3:08
7. Mommy Can I Go Out and Kill Tonight? (live)  – 2:01
8. Night of the Living Dead  – 1:57
9. Skulls  – 2:00
10. Violent World  – 1:46
11. Devils Whorehouse  – 1:45
12. Astro Zombies  – 2:14
13. Braineaters  – 0:56

## Rezeption
Ned Raggett bezeichnet Walk Among Us für Allmusic als „legendäres Machwerk des US-Punk“, das mit den ernsten Konventionen des Punk breche und brillante Unterhaltung biete. Das Magazin Rolling Stone wählte das Album in seiner 2016 erschienenen Liste 40 Greatest Punk Albums of All Time auf Platz 32. Das US-Magazin Pitchfork bezeichnet die Musik des Albums als „torkelnde Monstrosität aus blutverschmierten Hooks und schundiger Metaphorik“. Rezensent Jason Heller verwies darauf, dass das Album eine Weiterentwicklung des unveröffentlichten Materials der Band der vergangenen fünf Jahre und inhaltlich eine „faulige Essenz der Ängste der frühen 1980er-Jahre“ darstelle.

## Coverversionen
- Sowohl Pennywise, Discipline als auch My Chemical Romance coverten den Titel Astro Zombies.
- I Turned Into A Martian wurde von Molotov in spanischer Sprache gecovert.
- 1986 entschloss sich Glenn Danzig mit Eerie Von, dem Bassisten seiner damaligen Band Samhain, dazu, das Album neu einzuspielen. Diese Aufnahmen wurden allerdings nie vollständig abgeschlossen. Einige der neueingespielten Versionen finden sich auf der Collection II.